# Беззубцевы
Беззубцевы — древний русский дворянский род.
Происходит от сына боярина Андрея Кобылы, боярина Фёдора Кошки, третий сын которого боярин Александр Фёдорович имел прозвище "Беззубец". Его потомки именовались дворянами Беззубцевыми. От Андрея Константиновича Беззубцева по прозвищу "Шереметь" происходят Шереметевы, остальные ветви рода угасли.
Беззубцев Семён Константинович по прозванию "Епанча" является родоначальником дворянского рода Епанчины.

## Известные представители
| №                                                  | Имя, Отчество                  | № отца | Примечания |
| -------------------------------------------------- | ------------------------------ | ------ | --- |
| 1                                                  | Андрей Иванович Кобыла         |        | |
| 2                                                  | Фёдор Андреевич Кошка          | 1      | Боярин |
| 3                                                  | Александр Фёдорович Беззубец   | 2      | Боярин, родоначальник дворян Беззубцевы. |
| 4                                                  | Иван Александрович             | 3      | |
| 5                                                  | Григорий Александрович         | 3      | |
| 6                                                  | Константин Александрович       | 3      | Воевода |
| 7                                                  | Иван Иванович                  | 4      | |
| 8                                                  | Фёдор Константинович           | 6      | Воевода (1495). |
| 9                                                  | Андрей Константинович Шереметь | 6      | Родоначальник дворян и графов Шереметевы. |
| 10                                                 | Семён Константинович Епанча    | 6      | Родоначальник дворян Епанчины. Женат на Ульяне, тверской помещице (1540).                                                                              |
| 11                                                 | Михаил Константинович          | 6      | Воевода (ум. 1511). |
| 12                                                 | Александр Константинович Сова  | 6      | |
| 13                                                 | Замятня Константинович         | 6      | Конюший (1514). Весьма возможно, что это одно лицо с кем либо из указанных выше сыновей Константина Александровича, в родословных книгах он не указан. |
| 14                                                 | Василий Иванович               | 7      | В 1527 году поручился по князю Глинскому. |
| 15                                                 | Фёдор Иванович                 | 7      | Воевода, наместник, окольничий (1524) и боярин. Жена княжна Александра Васильевна Микулинская, тверская помещица. Умер в Казани (1534).                |
| 16                                                 | Иван Иванович Бобыль           | 7      | Воевода и в 1543-1544 годах окольничий, (ум. 1547) |
| 17                                                 | Андрей Фёдорович               | 8      | |
| 18                                                 | Семён Семёнович Епанчин        | 10     | Воевода и окольничий. В постриге Серапион. |
|                                                    | №№ Семёновна                   | 18     | Супруга князя Ивана Михайловича Курбского, брата известного боярина и князя Андрея Михайловича Курбского.                                              |
| 19                                                 | Иван Михайлович                | 11     | |
| 20                                                 | Григорий Михайлович            | 11     | |
| 21                                                 | Василий Михайлович             | 11     | |
|                                                    | Мария Михайловна               | 11     | Супруга князя Александра Ивановича Оболенского. |
| 22                                                 | Леонтий Иванович               | 16     | |
| Кроме Беззубцевых, потомком А.И. Кобылы упомянуты: |                                |        | |
|                                                    | Беззубцев Юрий                 |        | Голова в Путивле (1589), сын боярский, сотник путивльских казаков, активный участник Смутного времени.                                                 |
|                                                    | Беззубцев Дмитрий              |        | Атаман донских казаков, активный участник Смутного времени.                                                                                            |
|                                                    | Мартын                         |        | Путивльский губной староста (1629). |
|                                                    | Фёдор Фёдорович                |        | Путивльские дети боярские (1659). |
|                                                    | Борис Фёдорович                |        | Путивльские дети боярские (1659). |
|                                                    | Остафий                        |        | Усердский сын боярский (1641) |